# Stern von Rio (1940)
Stern von Rio ist ein deutscher Abenteuer-, Kriminal- und Musikfilm von Karl Anton aus dem Jahre 1940. Er war der letzte Streifen der Hauptdarstellerin und Tänzerin La Jana, sie starb wenige Monate nach Ende der Dreharbeiten. Seine Uraufführung erlebte Stern von Rio am 20. März 1940 im Berliner Ufa-Palast am Zoo.  Ein gleichnamiger Film wurde 1955 von Artur Brauner produziert.

## Handlung
In einer brasilianischen Dorfwirtschaft tanzt gerade Concha unter freiem Himmel, als ihr Bräutigam, der Schürfer Vincente, heranreitet und dabei das Lied „Stern von Rio“ singt. Nach einem gemeinsamen Tanz betreten beide den Innenraum des Lokals, wo Vincente vor ihr auf dem Tisch seinen neuesten Fund ausbreitet, darunter einen Riesendiamanten, den er ihr zum Geschenk macht. Da Vincente illegal, und zwar innerhalb der Konzession des Großkaufmanns Don Felipe Escobar schürfte, ist ihm die Polizei auf den Fersen. Rasch betreten die Ordnungshüter das Lokal, verhaften Vincente und beschlagnahmen sämtliche Diamanten. Diese werden ihrem rechtmäßigen Eigentümer übergeben, Vincente wird zu einer Freiheitsstrafe verurteilt.
Don Felipe, eingeladen vom Diamanten-Syndikat in Amsterdam, möchte seinen neuen Besitz, vor allem den Riesendiamanten dort präsentieren. Concha ist gewillt, ihr und Vincentes ideelles Eigentum nicht aufzugeben, folgt ihm als blinde Passagierin. Innerhalb des Diamanten-Syndikats erregt der große Stein beträchtliches Aufsehen und wird unter Aufsicht des eigens für das Syndikat tätigen Detektivs Adrian gestellt. Nach dem Schliff des Steins, der „Stern von Rio“ getauft wird, ist Don Felipe auf der Suche nach einem Mannequin, um ihn möglichst wirksam zeigen zu können. Da bietet sich ihm Concha an, die ihn fortan in ihren Bann schlägt.
Bei der Präsentation des Steines durch Concha im Rahmen einer Diamantenschau, wird sie von ihrem Landsmann, dem Musiker Jacobo, auf der Gitarre begleitet. Dieser nutzt einen von ihm selbst ausgelösten Kurzschluss, um den am Büstenhalter Conchas befestigten Diamanten zu stehlen und rasch in seiner mitgeführten Rumbarassel zu verstecken. Nachdem ein Diebstahl überhaupt bemerkt wurde, machen sich Detektiv Adrian und sein Assistent daran, den „Stern von Rio“ aufzufinden, wobei auch Concha unter Verdacht gerät. Don Felipe hält aber seine schützende Hand über die von ihm geliebte Frau, selbst als sie sich zeitweilig von ihm ab- und der Amsterdamer Varietébühne zuwendet, wo sie, stets begleitet von Jacobo, große Erfolge feiert. Ein Mitglied des Diamanten-Syndikats, Pieter Jonken, versucht derweil, Concha zu erpressen: Sie soll für sein Stillschweigen, angesichts des ungeklärten Verbleibs des Steines, Don Felipe ausspionieren, dessen künftige Schürfpläne in Brasilien in Erfahrung bringen. Concha aber offenbart Don Felipe die Intrige, da sie immer mehr sein Wohlwollen erkennt.
Indessen hat Adrian den Dieb ermittelt. Er stellt Jacobo vor die Wahl, augenblicklich nach Schweden abzureisen, oder verhaftet zu werden. Den „Stern von Rio“ lässt er Concha mit einer Widmung Jacobos in einer der Rumbarasseln zukommen. Diese entschließt sich, den Stein Don Felipe nicht zurückzugeben. Concha und Don Felipe kehren, gefolgt von Adrian und seinem Assistenten, nach Brasilien zurück.
Concha möchte den Diamanten dem inzwischen freigelassenen Vincente wieder einhändigen und begibt sich dafür erneut in die Dorfwirtschaft. Vincente empfängt sie dort aber voller Eifersucht, einem Tumult entgeht sie nur mit Hilfe des unerkannt anwesenden Assistenten Adrians. Nun hat sich Concha endgültig entschieden: Sie erscheint unerwartet bei einem von Don Felipe gegebenen Fest als Tänzerin und präsentiert dabei auf der geöffneten Handfläche den „Stern von Rio“. Don Felipe ist beglückt und schenkt ihr den Stein. Während Detektiv Adrian und sein Gehilfe, die den glücklichen Ausgang letztlich herbeiführten, die Sterne von Rio betrachten, küssen sich Concha und Don Felipe: Sie sind jetzt ein Paar.

## Produktionsnotizen
Gedreht wurde von Ende September bis Oktober 1939. Dem Regisseur assistierte Walter Steffens, die Fotografie wurde neben Bruno Mondi von Erich Grohmann besorgt. Von Erich Zander und Karl Machus stammten die Bauten, die Kostüme von Ilse Fehling. Für den Ton zeichnete Eugen Hrich verantwortlich. In den Händen von Frank Fox lag die musikalische Leitung, die Liedtexte entsprangen der Feder von Kurt Feltz. Herbert Ernst Groh lieh Werner Scharf seine Gesangsstimme. Die NS-Filmzensur legte dem Streifen im Februar 1940 ein Jugendverbot auf.

## Rezeption
„[E]in Kunstwerk besonderer Gattung, Augen und Ohren werden in verschwenderischer Weise bedacht. Sensationelle Diamantenfunde, schöne Frauen, Börsenfieber, Zwischenfälle und Polizei erzeugen eine Atmosphäre von Rhythmus und Tempo. La Jana aber tanzt voll Leidenschaft und Lockung, ihre rassige Schönheit erfährt durch raffiniert entworfene Kostüme verwirrende Leuchtkraft. […] Ein  Film, der in jeder Hinsicht Freude und Abwechslung bringt.“

„Jedenfalls zeigt dieser […] Tobis-Film alles, was man von einem Film erwarten kann: Die buntschillernde Handlung, das aufregende Abenteuer, die unerhört raffinierte Toilettenpracht, das betörend schöne Landschaftsbild, die exotisch-wilde Tanzvorführung und – großartige schauspielerische Leistungen“

„Kriminal- und Abenteuerreißer aus der Nazi-Zeit, der aufgrund der Schlager und exotischen Tanzdarbietungen La Janas als ‚gewagt‘ empfunden wurde und zum Publikumserfolg avancierte.“

## Heimkino-Veröffentlichung
Von der Münchener Firma POLYBAND wurde Stern von Rio unter dem Label Toppic in der Reihe „Sternstunden des Films“ auf VHS herausgegeben. Die Laufzeit beträgt 82 Minuten.